# Jecha (Sondershausen)

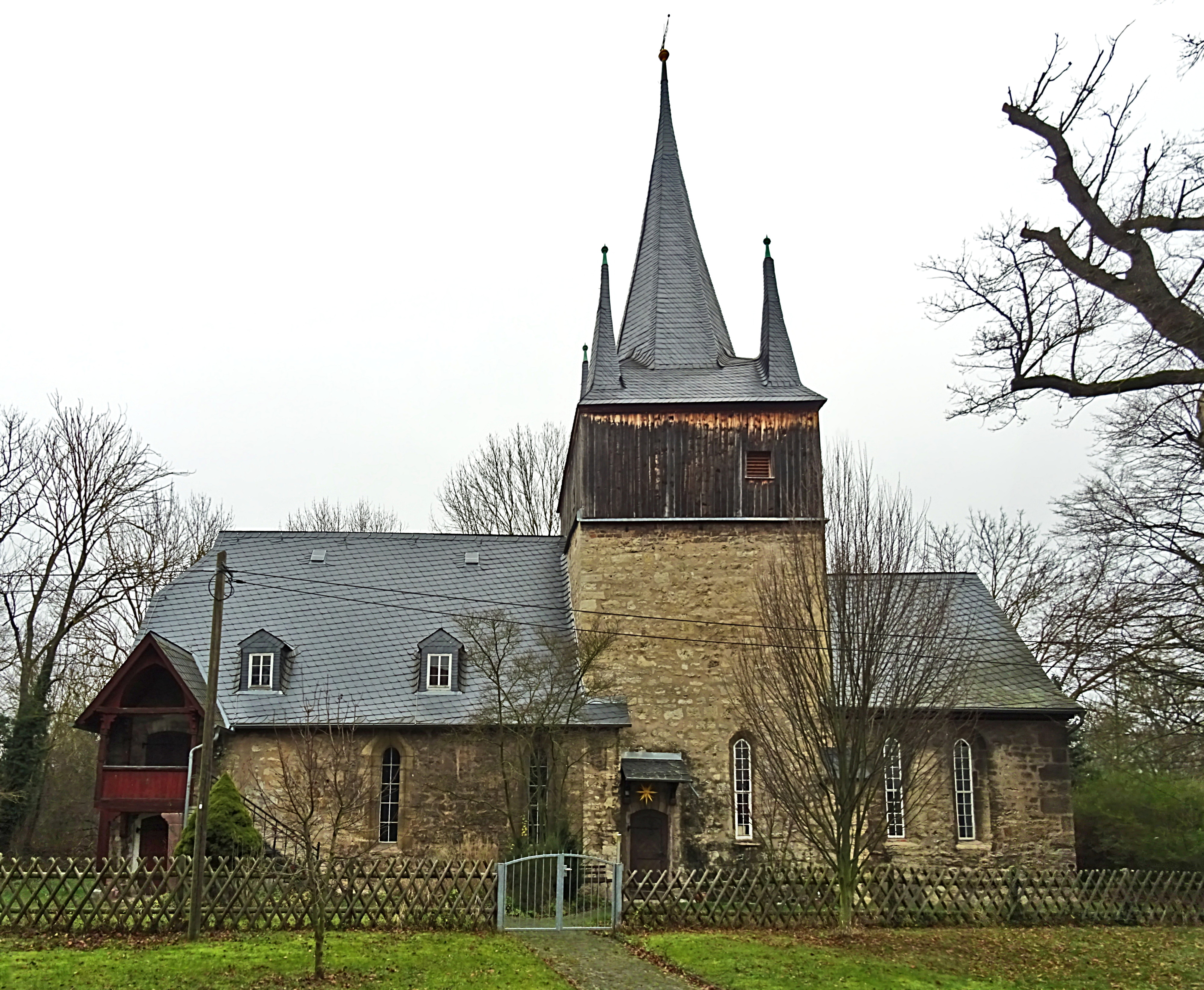
Kirche St. Matthäi in Jecha (2024)

Jecha ist ein Stadtteil von Sondershausen im Kyffhäuserkreis, wurde erstmals am 20. Juni 1282 urkundlich erwähnt und ist 1950 eingemeindet worden.

## Geografische Lage
Das Dorf liegt südöstlich von Sondershausen an der Wipper.

## Geschichte
Urkundliche Namensformen des Dorfes sind: Gicha, Giche, Jicha, Jiche. Der Ortsname wurde vermutlich von der heidnischen Gottheit Jecha, die auf dem nahegelegenen Frauenberg ihr Hauptheiligtum hatte, abgeleitet.
Das Glanzstück der Ortschaft ist die kleine Dorfkirche St. Matthäi aus dem 13. Jahrhundert, welche zeitweilig nicht nur Matthäus, sondern auch Johannes als Schutzheiligen hatte. Die Kirche selbst gilt als ältestes in Sondershausen noch genutztes Gebäude. Das Gotteshaus besteht aus einem romanischen Turmchor, an dem 1476 ein spätgotisches Langhaus ergänzt wurde. Die Haube des Turms hat ein spitzes Dach mit vier Spitzdacherkern. Eine Schenkung des Fürsten Günther I. von Schwarzburg-Sondershausen erfolgte 1724, indem er der Gemeinde den Altartisch aus der Kapelle des Sondershäuser Schlosses übergab. Hierbei handelt es sich um eine mit Figuren und Ornamenten geschmückte Alabasterbildhauerei. Damit wurde die Kirche bereichert, die bereits mit einem Blockaltar und einem Taufstein aus dem Hochmittelalter glänzen konnte. Die Kirche von Jecha war bis 1653 Filial von Sondershausen.
In der Flur von Jecha muss es einst zwei Wüstungen gegeben haben. Die eine war das Alte Vorwerk, die andere wurde als Ankerode überliefert. Bereits um 1900 waren jedoch von beiden keine Spuren mehr vorhanden.
Die Wipper, welche an Jecha vorbeifließt, erfuhr 1860 einer Flusslaufregulierung. Im Zuge der Wirtschaftsentwicklung im 19. Jahrhundert wurde 1898 die Kyffhäuserbahn eröffnet, die Sondershausen mit Frankenhausen verband. Heute liegt diese Strecke jedoch still, und nach dem Entfernen der Schienen wurde auf ihrem Planum ein überregionaler Radweg eingerichtet. In derselben Zeit entstand auch eine Porzellanfabrik, in der zahlreiche Bewohner Arbeit fanden. Daraufhin stieg die Einwohnerzahl auf etwa 1200 Menschen an.
Bis 1918 gehörte der Ort zur Unterherrschaft des Fürstentums Schwarzburg-Sondershausen.
Seit Ende des 19. Jahrhunderts vergrößerte sich das Dorf stetig, näherte sich der Stadt Sondershausen und wurde schließlich am 1. Juli 1950 eingemeindet. Bald war der einst an der Peripherie der Ortschaft gelegene Friedhof mitten im Dorf und wurde 1976 eingeebnet. An ihn erinnert nur noch ein Gedenkstein und eine parkähnliche Anlage.

## Söhne und Töchter des Ortes
- Ferdinand Henze (1888–1959), deutscher Malermeister und Politiker (USPD, SPD)